# Tarczyca
Tarczyca, gruczoł tarczowy (łac. glandula thyroidea) – nieparzysty gruczoł wydzielania wewnętrznego występujący u kręgowców. Wytwarza hormony trójjodotyroninę (T3), tyroksynę (T4) i kalcytoninę, wpływając na metabolizm i gospodarkę wapniowo-fosforową organizmu.

## Tarczyca u psa domowego
U psa domowego gruczoł tarczowy składa się z dwóch oddzielnych płatów, rzadko połączonych ze sobą cieśnią włóknistą (łac. isthmus fibrosus) lub cieśnią gruczołową (łac. isthmus glandularis). Płaty tarczycy leżą na wysokości od trzeciej do ósmej chrząstki tchawicy, po jej bokach. Podzielone są na płaciki, a te z kolei na pęcherzyki o średnicy od 20 do 900 µ, zbudowane z komórek nabłonkowych i przechowujące tyreoglobulinę. W ścianie pęcherzyków lub pomiędzy nimi znajdują się komórki C, które produkują kalcytoninę.

## Tarczyca u kawii domowej
U kawii domowej (potocznie nazywanej świnką morską) gruczoł tarczowy składa się z dwóch płatów połączonych cieśnią tarczycy. Tworzą go komórki pęcherzykowe produkujące i przechowujące jodowaną tyreoglobulinę oraz komórki przypęcherzykowe (komórki C), produkujące kalcytoninę. Tarczyca położona jest w okolicy dogłowowo-brzusznej tchawicy, czasem obecna jest tkanka ektopowa tarczycy.

## Tarczyca u człowieka

### Budowa anatomiczna i położenie
Tarczyca u człowieka jest umiejscowiona w przednio-dolnej części szyi. Zbudowana jest z dwóch płatów bocznych połączonych wąską cieśnią (węziną). Czasami występuje także trzeci płat – piramidowy.
Boczne płaty tarczycy sięgają:
- ku górze – do połowy wysokości chrząstki tarczowatej krtani,
- ku dołowi – piąta chrząstka tchawicy,
- bocznie – pęczek naczyniowo-nerwowy szyjny,
- ku tyłowi – powięź przedkręgowa.

Węzina tarczycy (łac. isthmus glandulae thyroideae) łączy ze sobą oba płaty boczne. Zlokalizowana jest ona na przedniej ścianie górnego odcinka tchawicy. Niekiedy (w przypadku wola) węzina może zachodzić na przednią ścianę krtani. Płaty boczne są przykryte przez mięśnie podgnykowe. Niestały płat piramidowy ciągnie się w górę od cieśni i może sięgać wyżej niż płaty boczne. Częściej położony nieco po lewej stronie niż pośrodkowo. Jest on pozostałością dolnego odcinka przewodu tarczowo-językowego, z którego rozwija się ten gruczoł.

### Budowa histologiczna i czynność
Tarczyca otoczona jest dwuwarstwową łącznotkankową torebką. Warstwa wewnętrzna jest połączona bezpośrednio z miąższem gruczołu za pośrednictwem łącznotkankowych beleczek, które wnikają do jej wnętrza, tworząc w ten sposób zrąb narządu. Druga, zewnętrzna blaszka (tzw. powięź tarczowa), obejmuje także przytarczyce.
Miąższ gruczołu stanowią głównie pęcherzyki, których wielkość waha się od 20 do 900 µm. Są one główną masą tego gruczołu. Ich ściana zbudowana jest z jednowarstwowego nabłonka, najczęściej sześciennego, choć może być on także płaski. Zależy to od stanu czynnościowego gruczołu. Nabłonek płaski jest formą spoczynkową – hormony (T3-trójjodotyronina i T4-tyroksyna) nie są wydzielane.
Nabłonek sześcienny jest z kolei formą aktywną – hormony są syntetyzowane. Zmiana wielkości komórek wiąże się z tym, że tarczyca jako jedyny gruczoł człowieka tak obficie magazynuje produkowane przez siebie hormony, zanim zostaną one uwolnione do krwi. Są one przechowywane w postaci jodowanej tyreoglobuliny (Tg) w żelu wewnątrzpęcherzykowym.
Stężenie T3 w tarczycy wynosi około 0,02-0,3 µmol/g, a T4 15-200 µmol/g.
Duży zapas, a zatem duża objętość żelu, powoduje, że komórki leżące na brzegach są uciskane. Jednocześnie nie ma potrzeby produkcji dodatkowych ilości hormonów. W przypadku gdy tarczyca zaczyna wydzielać hormony pod wpływem TSH, ilość zapasów, a także ich objętość, zmniejsza się. Komórki na powrót stają się sześcienne, mają bowiem teraz więcej miejsca. Dodatkowo, dążąc do stanu spoczynkowego, zaczynają produkować hormony. Komórki pęcherzykowe tarczycy magazynują również sam jod i jego zawartość wynosi około 600 µg/g tkanki.
Oprócz komórek nabłonkowych w miąższu tarczycy znajdują się także komórki C (przypęcherzykowe). Pochodzą z ciała pozagardłowego (dawniej uważano, że pochodzą z grzebienia nerwowego). Są to duże komórki o owalnych jądrach, najczęściej leżące na obwodzie pęcherzyków, czasem także pomiędzy nimi. Należą do układu komórkowego APUD. Produkują one hormon – kalcytoninę oraz somatostatynę i serotoninę.

### Unaczynienie i unerwienie
- Unaczynienie:
  - tętnica tarczowa górna (od tętnicy szyjnej zewnętrznej),
  - tętnica tarczowa dolna (od pnia tarczowo-szyjnego – od tętnicy podobojczykowej),
    - tętnica tarczowa najniższa – u około 10% populacji (od pnia ramienno-głowowego, czasem od łuku aorty)[8][9]

- Odpływ krwi żylnej:
  - żyła tarczowa górna (do żyły szyjnej wewnętrznej),
  - żyła tarczowa dolna (do żyły szyjnej wewnętrznej),
  - żyła tarczowa najniższa (zwykle większa od pozostałych) (do żyły ramienno-głowowej lewej)[8].

- Odpływ chłonki:
  - do węzłów chłonnych szyjnych głębokich (z dolnej części poprzez węzły chłonne przed- i przytchawicze)[8]

- Unerwienie (współczulne i przywspółczulne):
  - nerwy tarczowe górne,
  - nerwy tarczowe środkowe,
  - nerwy tarczowe dolne,
  - sploty tarczowe górne,
  - sploty tarczowe dolne[8].

### Regulacja pracy tarczycy
Praca tarczycy jest regulowana dwojako. Produkcja i wydzielanie hormonów metabolicznych jest pod kontrolą układu podwzgórze-przysadka i działającego na zasadzie ujemnego sprzężenia zwrotnego (wydzielanie hormonów tarczycy wpływa ujemnie na wydzielanie TSH, hormonu układu podwzgórze-przysadka, pobudzającego tarczycę). Wydzielanie i produkcja tych hormonów może także zachodzić na skutek pobudzenia układu współczulnego, którego zakończenia adrenergiczne dochodzą do komórek pęcherzykowych tworząc z nimi synapsy chemiczne. Stanowi to istotny element w reakcji obronnej organizmu, mobilizując zapasy. Regulacja produkcji kalcytoniny zależy tylko od stężenia wapnia we krwi.
U kobiet mogą wystąpić zaburzenia w pracy tarczycy podczas ciąży, co wynika ze zmiany w regulacji hormonalnej u kobiet ciężarnych.
Wydzielanie trijodotyroniny i tyroksyny przez tarczycę jest regulowane bezpośrednio i pośrednio. Wydzielanie hormonów tarczycy zwiększają:
- hormon tyreotropowy TSH (wzmaga wychwytywanie jodu przez gruczoł tarczowy i wiązanie jodu z białkiem oraz przyspiesza proteolizę tyreoglobuliny),
- TRH tyreoliberyna działa na gruczoł tarczycy pośrednio przez tyreotropinę TSH,
- zimno (pod wpływem termodetektorów w ośrodku termoregulacji podwzgórze wydziela TRH działając pośrednio na gruczoł tarczowy),
- wazopresyna, adrenalina (zwiększają wydzielanie hormonów tarczycy do krwi).

Prawidłowa czynność hormonalna tarczycy jest nazywana eutyreozą.

### Rozwój tarczycy
Tarczyca powstaje z endodermalnego nabłonka dna pierwotnej jamy ustnej, w pobliżu otworu ślepego. Rozwój rozpoczyna się w 4. tygodniu życia prenatalnego. Tarczyca wędruje, by ok. 7. tygodnia osiągnąć pozycję ostateczną – przednią powierzchnię tchawicy. Komórki C tarczycy mają odmienne pochodzenie – komórki grzebieni nerwowych, które przywędrowały w miejsce V wewnętrznej kieszonki gardłowej.

## Ewolucja tarczycy
Filogenetycznie tarczyca pochodzi od endostylu, który u niższych strunowców (bezczaszkowców, osłonic) służył do pobierania pokarmu.

## Hormony tarczycy, ich działanie i znaczenie
Hormony tarczycy pełnią liczne funkcje i są niezbędne dla organizmu. Istotnym składnikiem hormonów jest jod przyswajany z wodą i pokarmem. Z jodu i aminokwasów tarczyca wytwarza trójjodotyroninę, tyroksynę i kalcytoninę. Hormony te w miarę zapotrzebowania są wydzielane do organizmu.
Hormony tarczycy stymulują rozwój i wzrost organizmu, wzmagają procesy przemiany materii i energii i mają istotne znaczenie dla rozwoju ośrodkowego układu nerwowego. Obniżenie ich działania hamuje fizyczne i psychiczne procesy zachodzące w organizmie, powoduje spowolnienie, ospałość, wrodzony zespół niedoboru jodu. Wzmocnienie ich działania może wywołać chorobę Gravesa-Basedowa.

## Choroby związane z zaburzeniem pracy tarczycy
- nad- i niedoczynności
  - niedoczynność tarczycy
    - wole niedoczynne
    - niedorozwój umysłowy
    - zapalenie tarczycy Hashimoto
    - zespół oporności na hormony tarczycy

  - nadczynność tarczycy
    - choroba Gravesa-Basedowa
    - wole nadczynne (wole guzkowe),
- warianty anatomiczne i anomalie rozwojowe
- nowotwory tarczycy

Rozwój autoimmunologicznych chorób tarczycy, takich jak np. choroba Gravesa-Basedowa czy Hashimoto, jest wypadkową działania predyspozycji genetycznej oraz czynników środowiskowych. Leczeniem chorób tarczycy zajmuje się tyreologia, gałąź endokrynologii.